# Himalodesmus pygmaeus
Himalodesmus pygmaeus är en mångfotingart som beskrevs av Sergei I. Golovatch 1986. Himalodesmus pygmaeus ingår i släktet Himalodesmus och familjen plattdubbelfotingar. Inga underarter finns listade i Catalogue of Life.